# Oberrheinische Nachrichten
Die Oberrheinischen Nachrichten, Anzeiger für Liechtenstein und Umgebung, war eine von 1914 bis 1924 regelmässig erscheinende Publikation im Fürstentum Liechtenstein und hatte ihr Verbreitungsgebiet auch in der Umgebung des Fürstentums, vor allem der angrenzenden Schweiz.

## Verlag, Redaktion
Als Zeitungsgründer gilt der Liechtensteiner Rechtsanwalt Wilhelm Beck, welcher auch bis 1919 die Redaktion leitete. Ab der Ausgabe Nr. 6 im Jahr 1919 wurde die Redaktion kurzfristig auf den Triesenberger Arnold Gassner übertragen, danach bis 1921 hatte wieder Wilhelm Beck die Redaktion inne. Ab 1921 war kurzfristig Josef Vogt, 1921 bis 1923 Gottlieb Gassner Redakteur. Von 1923 bis zur Einstellung des Blattes 1924 war Alphons Thöny verantwortlicher Redakteur.
Die Oberrheinischen Nachrichten erschienen im Eigenverlag von 1914 bis 1919 in etwa einwöchigem Rhythmus, ab 5. Februar 1919 (Nr. 6, Jg. 5) bis zur Einstellung am 30. August 1924 (Nr. 69, 11. Jg.) zweimal wöchentlich (Mittwoch und Samstag). Teilweise erschien das Blatt mit Sonderbeilagen.
Ab dem 3. September 1924 wurde das Blatt in Liechtensteiner Nachrichten vormals Oberrheinische Nachrichten (kurz: Liechtensteiner Nachrichten), umbenannt und die Nummerierung der Erscheinung und Jahrgang beibehalten. Die erste Ausgabe der Liechtensteiner Nachrichten erschien somit mit der Nr. 70 und im 11. Jahrgang. Gleichzeitig mit der Umbenennung wurde das Blatt zum Amtlichen Publikationsorgan für Liechtenstein (siehe auch: Liechtensteinisches Amtsblatt und Liechtensteinisches Landesgesetzblatt).
Die Tageszeitung Liechtensteiner Vaterland sieht sich aufgrund der Fusion aus dem Jahr 1936 als Nachfolgeblatt auch der Liechtensteiner Nachrichten und somit der Oberrheinischen Nachrichten. Die Oberrheinischen Nachrichten wurden in deutscher Sprache aufgelegt und bis zur Einstellung 1924 in Fraktur gesetzt. Gedruckt wurde die Zeitung in Mels, Schweiz.

## Politische Ausrichtung
Die Oberrheinischen Nachrichten waren politisch eng an demokratieverbundene, christlich-soziale Strömungen in Liechtenstein angelehnt und wurden zum politischen Sprachrohr dieser Bewegung. Das erste Parteiprogramm der christlich-sozialen Volkspartei Liechtensteins wurde daher auch am 18. Januar 1919 in den Oberrheinischen Nachrichten publiziert.

## Finanzierung
Die Oberrheinischen Nachrichten finanzierten sich vor allem durch Abonnements und den Verkauf von Inseraten. Die Inserate machten im Gesamttext des Blattes etwa 1/5 bis zur 1/2 des Umfanges aus.